# Mazdayasni
Mazdaizam je kult zazivanja staroiranskog božanstva "Mazda" (tj "koji postavlja" odnosno "Pamet"), također zvani Zoroastrizam ili  "Mazdayasni" na Staroavestičkom (Gâthâ) i kasnije (Yasna), gdje prvenstveni cilj bješe promoviranje vjere/predaje (daênãm). Danas se zoroastrijanci ne bave prozelitizmom.
ushta-tê apivatahe pourvacãm erezhuxdhanãm
Živjeli, besprijekorni rječitom izražajnošću !
frâ-tê mazdå barat paurvanîm aiwyånghanem
Pri-te Mazda nosio prvenstveno obvezivanje
stehrpaêsanghem mainyutâshtem
zvijezdu-uspijevanu interpretaciju
vanguhîm daênãm mâzdayasnîm* Yasna 9.26
dobrih predaja mudroslovlja
*Dometak -yasnîm, i Yasna, odnosi se na zazivanje.
Izvori:
https://sites.fas.harvard.edu › Prods Oktor Skjærvø
An Introduction to Young Avestan - Fas Harvard
https://sites.fas.harvard.edu › Prods Oktor Skjærvø
Avestan Primer - Fas Harvard
http://dinebehi.com › Ali A. Jafarey
THE GATHAS, OUR GUIDE
https://www.Zarathushtra.com › D. J. Irani
The Gathas, The Hymns of Zarathushtra
https://www.Zarathushtra.com › Firouz Azargoshasb
Translation of Gathas, The
Holy Songs Of Zarathushtra
http://www.avesta.org › Zoroastrian Archives
Shams-Ul-Ulama Dastur Peshotanji Behramji Sanjana
Avesta, Pahlavi, and Ancient Persian Studies
http://farsibg.com › Abraham Williams Jackson
An Avesta grammar in comparison with Sanskrit